# Pinheiral
Pinheiral is een gemeente in de Braziliaanse deelstaat Rio de Janeiro. De gemeente telt 22.382 inwoners (schatting 2009).
De gemeente grenst aan Barra do Piraí, Piraí en Volta Redonda.